# Tingley
Tingley és una població dels Estats Units a l'estat d'Iowa. Segons el cens del 2000 tenia 171 habitants.

## Demografia
Segons el cens del 2000, Tingley tenia 171 habitants, 87 habitatges, i 44 famílies. La densitat de població era de 98,5 habitants/km².
Dels 87 habitatges en un 19,5% hi vivien nens de menys de 18 anys, en un 42,5% hi vivien parelles casades, en un 6,9% dones solteres, i en un 48,3% no eren unitats familiars. En el 46% dels habitatges hi vivien persones soles el 33,3% de les quals corresponia a persones de 65 anys o més que vivien soles. El nombre mitjà de persones vivint en cada habitatge era d'1,97 i el nombre mitjà de persones que vivien en cada família era de 2,78.
Per edats la població es repartia de la següent manera: un 19,9% tenia menys de 18 anys, un 6,4% entre 18 i 24, un 20,5% entre 25 i 44, un 27,5% de 45 a 60 i un 25,7% 65 anys o més.
L'edat mediana era de 49 anys. Per cada 100 dones de 18 o més anys hi havia 69,1 homes.
La renda mediana per habitatge era de 22.321 $ i la renda mediana per família de 34.375 $. Els homes tenien una renda mediana de 26.250 $ mentre que les dones 22.222 $. La renda per capita de la població era de 14.475 $. Entorn del 7,7% de les famílies i el 10,1% de la població estaven per davall del llindar de pobresa.

## Poblacions més properes
El següent diagrama mostra les poblacions més properes.